# Gardiner Dam
Gardiner Dam är en dammbyggnad i Kanada.   Den ligger i provinsen Saskatchewan, i den södra delen av landet, 2 400 km väster om huvudstaden Ottawa. Gardiner Dam ligger 551 meter över havet.
Terrängen runt Gardiner Dam är platt. Trakten runt Gardiner Dam är nära nog obefolkad, med mindre än två invånare per kvadratkilometer.. 
Trakten runt Gardiner Dam består i huvudsak av gräsmarker.